# Édouard Boilly
Pour les articles homonymes, voir Boilly.
Édouard Boilly est un compositeur français né le 15 novembre 1799 à Paris, ville où il est mort le 15 janvier 1854.

## Biographie
Édouard Boilly naît le 15 novembre 1799 à Paris. Il est le fils du peintre Louis-Léopold Boilly, « témoin attentif de la vie sociale de la Révolution et de l'Empire »,.  
Il étudie au Conservatoire de Paris, où il obtient un 1er prix de contrepoint et fugue dans la classe de François-Joseph Fétis en 1822. Dans l'établissement, il travaille également la composition auprès de François-Adrien Boieldieu,,.  
En 1823, Édouard Boilly obtient le grand prix de Rome avec sa cantate Pyrame et Thisbé. Entre janvier 1824 et décembre 1826, il est pensionnaire à la villa Médicis. Il voyage à Naples et en Allemagne et, comme envois de Rome, est notamment l'auteur d'un Te Deum à grand chœur et grand orchestre et de fragments d'un opéra buffa,,.  
À la suite de son séjour romain, il revient à Paris en 1827 et compose plusieurs opéras-comiques, aujourd'hui perdus,.  
Le 7 mai 1844 est donné avec un certain succès à l'Opéra-Comique son ouvrage Le Bal du sous-préfet. Mais dans l'ensemble, sa carrière de compositeur connaît peu de succès. Boilly se tourne alors vers l'enseignement. Il est notamment professeur de piano au lycée Louis-le-Grand,.    
Édouard Boilly meurt à Paris le 15 janvier 1854 en son domicile du 8 rue Garancière (ancien 11e arrondissement de Paris),.    